# Arthur et les Minimoys (franchise)
Pour les articles homonymes, voir Arthur et les Minimoys.
Arthur et les Minimoys est une franchise, composée principalement d'une série de quatre romans pour enfants de Luc Besson et Céline Garcia et adaptée au cinéma en trois films par Luc Besson. Un quatrième film a été réalisé plus tardivement, dans un style très différent.

## Livres
Ils sont publiés aux Éditions Intervista.

### Arthur et les Minimoys(2002)
Il a beau n'avoir que 10 ans, Arthur est en proie à une foule de problèmes : un méchant commerçant veut faire démolir la maison de sa grand-mère, celle où il passe ses vacances, et Arthur n'a personne pour l'aider. Ses parents ne se sont jamais préoccupés de lui, son grand-père a disparu il y a trois ans... le seul appui sur lequel il puisse compter est celui d'Alfred, son chien fidèle. Mais une découverte dans la bibliothèque de son grand-père va peut-être lui permettre de passer de l'autre côté et d'obtenir l'aide des Minimoys.

### Arthur et la Cité interdite(2003)
Les péripéties d'Arthur, Selenia et Bétamèche se poursuivent sur toute l'étendue des Sept Terres à la recherche du grand-père d'Arthur. Lui seul sait où se trouve le trésor qui permettra à son petit-fils de déjouer les plans de Davido. Mais Maltazard le Maudit va faire tout son possible pour empêcher nos trois héros d'atteindre leur but. Sera-t-il possible à Arthur de trouver son grand-père à temps, de conquérir le cœur de la princesse Selenia et de garder sain et sauf le peuple des Minimoys.

### Arthur et la Vengeance de Maltazard(2004)
« Au secours ! » Ce cri d'alarme écrit sur un grain de riz et laissé par une araignée messagère donne l'alerte à Arthur : « Les Minimoys sont en danger. Il n'y a plus une seconde à perdre ! » C'est juste à ce moment-là que le père d'Arthur décide de partir plus tôt que prévu et attend avec impatience au volant de sa voiture. Arthur n'a que le temps de prévenir son grand-père Archibald pour qu'il réponde à sa place à l'appel au secours... mais imaginer Sélénia en danger est difficile à supporter. Avec la complicité de son chien Alfred, Arthur échappe à la surveillance de ses parents et retourne en pleine nuit chez ses grands-parents. Malheureusement un nuage s'approche dangereusement de la lune à minuit, l'heure à laquelle ses rayons doivent atteindre le télescope d'Archibald et ouvrir la porte vers le monde des Minimoys.

### Arthur et la Guerre des deux mondes(2005)
Maltazard le Maudit a réussi à ouvrir la porte pour s'introduire dans l'autre monde, tout disposé à le conquérir. Devant la menace, Arthur et ses amis vont essayer toutes sortes d'astuces pour éviter que le méchant ne réussisse, mais ce peut être quelque chose de difficile lorsque l'on ne mesure que deux millimètres.

## Personnage

### Arthur
Malgré son air un peu sensible et naïf, Arthur est très agile. Ce jeune héros a une volonté incroyable dans les moments difficiles. Toujours là pour aider ses amis, tout au long de l'histoire il usera de son ingéniosité, de son intelligence et de son courage pour déjouer les pièges de M le maudit. Il faut dire qu'il en va de la survie de la maison de sa grand-mère, convoitée par un promoteur immobilier sans scrupules. Il va tomber amoureux de Sélénia, et est prêt à tout pour la sauver.

### Princesse Sélénia
Cette jeune princesse Minimoy au tempérament bien trempé rayonne par son courage et sa dévotion pour son peuple et envers ses amis. En tant que future reine Minimoy, elle a bien assez de caractère pour assurer ce rang. Accompagnée de son frère Bétamèche et d'Arthur, elle va chercher le trésor des Minimoys sur les terres de M le Maudit. Au cours de leur incursion chez ce dernier, elle embrasse Arthur qui devient alors futur roi des Minimoys.

### Maltazard ou M le maudit
M le maudit est le grand méchant dans Arthur et les Minimoys. C'est un ancien Minimoy qui fut à l'époque acclamé car il avait parcouru les Sept Terres, mais il eut le malheur d'embrasser une femme qui le transforma en monstre. De peur que la maladie ne soit contagieuse, il fut alors exclu par ses congénères. Il partit en exil et jura de se venger des Minimoys.
Dans Arthur et la Guerre des deux mondes, il passe dans le monde des humains.
Il affronte la princesse Sélénia en duel, mais il ne meurt pas.

### Bétamèche
Le bon vivant par excellence, Bétamèche est le petit frère de Sélénia. Un peu bête mais débrouillard, il ne quitte jamais son couteau multifonction qui fait sabre-laser, bouquet de fleurs, bulles de savon. Il est le personnage qui ajoute un trait d'humour à l'histoire. Il mange du pâté rose. 

### Darkos
C'est le fils de M le Maudit. Soldat un peu barbare à l'armure de guerrier, il a un problème de prononciation mais ce n'est pas ça qui va l'empêcher d'être un adversaire de taille, capable de battre à lui seul les séides (l'armée de M le maudit). Il est très influencé par son père alors que ce dernier l'utilise comme un simple soldat. Il se révèle très maladroit et ayant un manque de confiance en soi, à cause de son père, il ne sait quoi faire exactement. Après de longues réflexions, Darkos va remarquer que son père le déteste et il décidera de se ranger aux côtés d'Arthur et ses amis afin de vaincre son propre père.

## Films

### Fiche technique
| Titre international    | Arthur and the Invisibles      | Arthur and the Revenge of Maltazard | Arthur 3: The War of the Two Worlds | Arthur : Malédiction         |                      |                      |                      |
| Réalisateur            | Luc Besson                     | Luc Besson                          | Luc Besson                          | Barthélemy Grossmann         | Barthélemy Grossmann | Barthélemy Grossmann | Barthélemy Grossmann |
| Scénaristes            | Luc Besson                     | Luc Besson                          | Luc Besson                          | Luc Besson                   |                      |                      |                      |
| Scénaristes            | Céline Garcia                  |                                     | Céline Garcia                       |                              |                      |                      |                      |
| Scénaristes            | Patrice Garcia                 |                                     |                                     |                              |                      |                      |                      |
| Producteurs            | Neil Canton                    | Neil Canton                         | Neil Canton                         | Luc Besson                   |                      |                      |                      |
| Producteurs            | Emmanuel Prévost               |                                     |                                     |                              |                      |                      |                      |
| Monteurs               | Karim Benhammouda              | Julien Rey                          | Julien Rey                          | Julien Rey                   |                      |                      |                      |
| Monteurs               | Yann Hervé                     |                                     |                                     |                              |                      |                      |                      |
| Monteurs               | Vincent Tabaillon              |                                     |                                     |                              |                      |                      |                      |
| Photographie           | Colin Wandersman               | Colin Wandersman                    | Colin Wandersman                    | Colin Wandersman             |                      |                      |                      |
| Photographie           | Thierry Arbogast               |                                     |                                     |                              |                      |                      |                      |
| Musique                | Éric Serra                     | Éric Serra                          | Éric Serra                          |                              |                      |                      |                      |
| Date de sortie         | 13 décembre 2006               | 2 décembre 2009                     | 13 octobre 2010                     | 29 juin 2022                 |                      |                      |                      |
| Durée                  | 103 minutes                    | 94 minutes                          | 100 minutes                         | 87 minutes                   |                      |                      |                      |
| Budget                 | 65 200 000 €                   | 63 240 000 €                        | 68 830 000 €                        | 2,24 millions $              |                      |                      |                      |
| Genres                 | aventure, comédie, fantastique | aventure, comédie, fantastique      | aventure, comédie, fantastique      | horreur                      | horreur              | horreur              | horreur              |
| Pays d'origine         | France                         | France                              | France                              | France                       |                      |                      |                      |
| Sociétés de production | EuropaCorp                     | EuropaCorp                          | EuropaCorp                          | Luc Besson Productions (LBP) |                      |                      |                      |
| Sociétés de production | Avalanche Productions          | Avalanche Productions               | Avalanche Productions               | Cofinova 17                  |                      |                      |                      |
| Sociétés de production | Apipoulaï                      | Apipoulaï                           | Apipoulaï                           | Kinology                     |                      |                      |                      |
| Sociétés de production | Canal+ (participation)         | Canal+ (participation)              |                                     | Canal+ (participation)       |                      |                      |                      |
| Sociétés de production | Sofica Europacorp              |                                     |                                     |                              |                      |                      |                      |
| Distributeur           | EuropaCorp Distribution        | EuropaCorp Distribution             | EuropaCorp Distribution             | EuropaCorp Distribution      |                      |                      |                      |
| Distributeur           |                                |                                     | Apollo Films                        |                              |                      |                      |                      |

### Distribution
Légende : VF = version française / VA = version anglophone
| Personnages                       | Arthur et les Minimoys (2006)               | Arthur et la Vengeance de Maltazard (2009) | Arthur 3 : La Guerre des deux mondes (2010) |
| --------------------------------- | ------------------------------------------- | ------------------------------------------ | ------------------------------------------- |
| Arthur                            | Freddie Highmore                            | Freddie Highmore                           | Freddie Highmore                            |
| Arthur                            | Barbara Kelsch (VF et capture de mouvement) | Yann Loubatière (VF)                       | Yann Loubatière (VF)                        |
| Princesse Sélénia                 | Madonna (VA)                                | Selena Gomez (VA)                          | Selena Gomez (VA)                           |
| Princesse Sélénia                 | Mylène Farmer (VF)                          |                                            |                                             |
| Daisy, la grand-mère d'Arthur     | Mia Farrow                                  | Mia Farrow                                 | Mia Farrow                                  |
| Daisy, la grand-mère d'Arthur     | Frédérique Tirmont (VF)                     |                                            |                                             |
| Prince Bétamèche                  | Jimmy Fallon (VA)                           | Jimmy Fallon (VA)                          | Jimmy Fallon (VA)                           |
| Prince Bétamèche                  | Cartman (VF)                                |                                            |                                             |
| Archibald, le grand-père d'Arthur | Ron Crawford                                | Ron Crawford                               | Ron Crawford                                |
| Archibald, le grand-père d'Arthur | Michel Duchaussoy (VF)                      |                                            |                                             |
| Rose, la mère d'Arthur            | Penny Balfour                               | Penny Balfour                              | Penny Balfour                               |
| Rose, la mère d'Arthur            | Valérie Lemercier (VF)                      | Frédérique Bel (VF)                        | Frédérique Bel (VF)                         |
| Armand, le père d'Arthur          | Doug Rand                                   | Robert Stanton                             | Robert Stanton                              |
| Armand, le père d'Arthur          | Jean-Paul Rouve (VF)                        |                                            |                                             |
| le Roi des Minimoys               | Robert De Niro (VA)                         | David Gasman (VA)                          | David Gasman (VA)                           |
| le Roi des Minimoys               | Jacques Frantz (VF)                         |                                            |                                             |
| Maltazard                         | David Bowie (VA)                            | Lou Reed (VA)                              | Lou Reed (VA)                               |
| Maltazard                         | Alain Bashung (VF)                          | Gérard Darmon (VF)                         | Gérard Darmon (VF)                          |
| Darkos                            | Jason Bateman (VA)                          | Matthew Gonder (VA)                        | Iggy Pop (VA)                               |
| Darkos                            | Marc Lavoine (VF)                           |                                            |                                             |
| Max                               | Snoop Dogg (VA)                             | Snoop Dogg (VA)                            |                                             |
| Max                               | Rohff (VF)                                  |                                            |                                             |
| Miro                              | Harvey Keitel (VA)                          | Paul Bandey (VA)                           |                                             |
| Miro                              | Tonio Descanvelle                           | Patrice Dozier                             |                                             |
| Davido                            | Adam LeFevre (VA)                           |                                            |                                             |
| Davido                            | José Garcia (VF)                            |                                            |                                             |
| le passeur                        | Emilio Estevez (VA)                         |                                            |                                             |
| le passeur                        | Dick Rivers (VF)                            |                                            |                                             |
| Replay                            |                                             | Fergie (VA)                                |                                             |
| Replay                            | Fred Testot (VF)                            |                                            |                                             |
| Snow                              |                                             | will.i.am (VA)                             |                                             |
| Snow                              | Omar Sy (VF)                                |                                            |                                             |

### Critique
En France, Arthur et les Minimoys récolte une moyenne de 3,3/5 sur le site Allociné, pour 25 titres de presse recensés. Sur le même site, il obtient la moyenne de 3,1/5 de la part des spectateurs, pour 15 512 notes enregistrées. Aux États-Unis, le 1er film obtient seulement 21 % d'opinions favorables, pour 90 critiques, sur l'agrégateur Rotten Tomatoes.
En France, Arthur et la vengeance de Maltazard récolte une moyenne de 3,1/5 sur le site Allociné, pour 17 titres de presse recensés. Sur le même site, il obtient la moyenne de 1,5/5 de la part des spectateurs, pour 3 556 notes enregistrées. Aux États-Unis, le 2e film obtient seulement 14 % d'opinions favorables, pour 7 critiques, sur l'agrégateur Rotten Tomatoes.
En France, Arthur 3 : La Guerre des deux mondes récolte une moyenne de 2,9/5 sur le site Allociné, pour 12 titres de presse recensés. Sur le même site, il obtient la moyenne de 2,6/5 de la part des spectateurs, pour 1 994 notes enregistrées. Aux États-Unis, le 3e film obtient seulement 20 % d'opinions favorables, pour 5 critiques, sur l'agrégateur Rotten Tomatoes.
En France, Arthur, malédiction récolte une moyenne de 1,8/5 sur le site Allociné, pour 4 titres de presse recensés. Sur le même site, il obtient la moyenne de 1,2/5 de la part des spectateurs, pour 874 notes enregistrées.

### Box-office
Le 1er film est un énorme succès en France avec 6 396 989 d'entrées 890 351 à Paris. Les deux volets suivants dépassent les 3 millions mais ne réitèrent pas le score du 1er film. Le spin-off horrifique quant à lui sera un échec autant critique que commercial avec pour la première fois dans la saga un score en dessous de 3 millions d'entrées.
Aux États-Unis, à la suite des résultats mitigés du 1er film, le distributeur The Weinstein Company décide ne pas sortir en salles les deux autres films. Auparavant Harvey Weinstein avait voulu remonter le 1er film pour le marché américain, et ainsi enlever environ 10 minutes.
Au Royaume-Uni, les 2e et 3e films ont été combinés en un seul film intitulé Arthur and the Great Adventure, sorti le 24 décembre 2010.
| Film                                        | Recettes Monde | Recettes États-Unis - Canada | Entrées France    | Budget       |
| ------------------------------------------- | -------------- | ---------------------------- | ----------------- | ------------ |
| Arthur et les Minimoys (2006)               | 113 022 170 $  | 15 131 330 $                 | 6 396 989 entrées | 65 200 000 $ |
| Arthur et la Vengeance de Maltazard (2009)  | 51 133 824 $   | non sorti                    | 3 912 389 entrées | 63 240 000 $ |
| Arthur 3 : La Guerre des deux mondes (2010) | 30 698 619 $   | non sorti                    | 3 127 246 entrées | 68 830 000 $ |
| Arthur, malédiction (2022)                  | non communiqué | non sorti                    | 189 672 entrées   | 2 240 000 €  |